# Monocaziu

Monocaziu

Monocaziul este o inflorescență la care florile se formează într-o singură parte.

## Termeni întâlniți în literatura de specialitate
- Monochaziu (1)
- Monohaziu (2)